# 噂〜うわさ
『噂〜うわさ』（The Rumour）は、1988年にリリースされたオリビア・ニュートン＝ジョンの14枚目のスタジオ・アルバムである。

## 概要
娘クロエ・ラッタンジー出産後、初となるオリジナル・アルバム。
アルバム収録曲のミュージック・ビデオも兼ねて、オリビアがオーストラリアを巡った模様を収録したTVスペシャル『オリビア・イン・オーストラリア (Olivia Down Under)』が放送され、翌年にビデオとして発売された。
社会問題を取り扱った楽曲が多く収録されている。

## 収録曲
1. 噂 - The Rumour
1stシングル。
2. ラヴ・アンド・レット・リヴ - Love and Let Live
エイズ問題をテーマにした作品。
3. 愛を抱きしめて - Can't We Talk It Over in Bed
2ndシングル。
4. トーク・アバウト・トゥモロウ - Let's Talk About Tomorrow
環境破壊をテーマにした作品。
5. イッツ・ノット・ヘヴン - It's Not Heaven
離婚したシングルマザーを題材にした作品。
6. ゲット・アウト - Get Out
外に出て働く女性が家に居て何もしない夫への不満を訴える内容。
「愛を抱きしめて」のカップリング曲。
7. ビッグ・アンド・ストロング - Big and Strong
8. 恋のカー・ゲーム - Car Games
9. 貴方のために - Walk Through Fire
10. トゥタ・ラ・ヴィタ - Tutta La Vita
ルーチョ・ダッラの曲のカバー。

### 2010年リマスター盤／ボーナス・トラック
1. ウィンター・エンジェル - "Winter Angel"
2. イッツ・オールウェイズ・オーストラリア・フォー・ミー - "It's Always Australia for Me"
元々はオーストラリア盤のみに収録されていた楽曲で、シングルカットもされた。